# Wenzel Größl

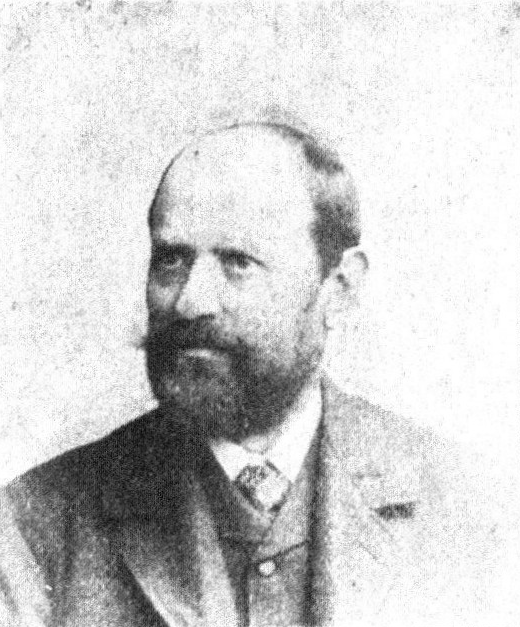
Wenzel Größl

Wenzel Größl (* 19. August 1856 in Starý Spálenec in Böhmen; † 2. Oktober 1910 in Wien) war ein österreichischer Politiker.
Er war Abgeordneter zum österreichischen Abgeordnetenhaus des Reichsrates (1901–1910) sowie zum böhmischen Landtag. Gemeinsam mit Gustav Schreiner war er Gründer der Deutschen Agrarpartei in Böhmen.